# Morti nel 1567
| Questa pagina contiene informazioni ricavate automaticamente dalle voci biografiche con l'ausilio del template Bio e di un bot. L'aggiornamento è periodico e automatico e ricostruisce completamente la pagina. Se manca una persona in questa lista, sei pregato di non aggiungerla, ma accertati piuttosto che la sua voce biografica contenga il template Bio e che i dati anagrafici siano correttamente compilati. Se il template Bio manca, inseriscilo tu stesso o, in alternativa, metti l'avviso {{tmp\|Bio}} che ne segnala la mancanza. Se i dati riportati sono sbagliati, correggi direttamente la voce biografica; le modifiche saranno visibili in questa lista entro pochi giorni. Per chiarimenti vedi il progetto biografie. La lista contiene solo le 73 persone che sono citate nell'enciclopedia e per le quali è stato implementato correttamente il template Bio. Pagina aggiornata al 18 ago 2025. |

## Gennaio(5)
- 1º gennaio - Lucia Bertana, scrittrice e poetessa italiana (n. 1521)
- 8 gennaio - Jacobus Vaet, compositore fiammingo
- 17 gennaio - Sampiero Corso, mercenario e generale italiano (n. 1498)
- 23 gennaio - Jiajing, imperatore cinese (n. 1507)
- 26 gennaio - Nicholas Wotton, ambasciatore inglese (n. 1497)

## Febbraio(3)
- 8 febbraio - Isabella Bresegna, nobildonna spagnola
- 10 febbraio - Enrico Stuart, re britannico (n. 1545)
- 20 febbraio - Estácio de Sá, ufficiale e esploratore portoghese (n. 1520)

## Marzo(6)
- 4 marzo - Moussa Akari, patriarca cattolico libanese (n. 1482)
- 12 marzo - Margherita d'Asburgo, nobile austriaca (n. 1536)
- 13 marzo - Jan van Marnix, nobile olandese
- 18 marzo - Francesco Robortello, umanista italiano (n. 1516)
- 18 marzo - Salvatore da Horta, francescano e santo spagnolo (n. 1520)
- 31 marzo - Filippo I d'Assia (n. 1504)

## Aprile(1)
- 9 aprile - Giovanni I di Waldeck, nobile tedesco

## Maggio(5)
- 2 maggio - Marino Darsa, commediografo, poeta e drammaturgo dalmata (n. 1508)
- 3 maggio - Leonhard Paminger, compositore austriaco (n. 1495)
- 10 maggio - Juan Bautista de Toledo, architetto e architetto del paesaggio spagnolo (n. 1515)
- 15 maggio - Nicola Maria Caracciolo, vescovo cattolico italiano (n. 1512)
- 27 maggio - Fazio Gagini, scultore italiano (n. 1520)

## Giugno(4)
- 3 giugno - Johann Oldendorp, giurista e giudice tedesco (n. 1486)
- 5 giugno - Mario Nizolio, umanista e filosofo italiano (n. 1488)
- 19 giugno - Anna di Brandeburgo, principessa (n. 1507)
- 29 giugno - Konrad von Boyneburg, condottiero tedesco (n. 1494)

## Luglio(3)
- 14 luglio - Wolfgang II Griesstätter zu Haslach, presbitero austriaco (n. 1490)
- 15 luglio - Scipione d'Este, vescovo cattolico italiano (n. 1498)
- 22 luglio - Sigismondo II Gonzaga, condottiero italiano (n. 1530)

## Agosto(3)
- 8 agosto - Ligier Richier, scultore francese (n. 1500)
- 15 agosto - Agnolo Niccolini, cardinale e arcivescovo cattolico italiano (n. 1505)
- 18 agosto - Enea Vico, incisore e numismatico italiano (n. 1523)

## Settembre(2)
- 15 settembre - Pier Francesco Foschi, pittore italiano (n. 1502)
- 28 settembre - Hans Steininger, politico austriaco (n. 1508)

## Ottobre(5)
- 1º ottobre - Pietro Carnesecchi, umanista e funzionario italiano (n. 1508)
- 1º ottobre - Giulio Maresio, francescano italiano (n. 1522)
- 6 ottobre - Cristóbal de Oñate, esploratore spagnolo (n. 1504)
- 16 ottobre - Pieter de Corte, vescovo cattolico belga (n. 1491)
- 31 ottobre - Maria di Brandeburgo-Kulmbach, principessa tedesca (n. 1519)

## Novembre(4)
- 4 novembre - Girolamo Priuli, mercante e politico italiano (n. 1486)
- 11 novembre - Claude de L'Aubespine, diplomatico francese (n. 1510)
- 12 novembre - Anne de Montmorency, militare e nobile francese (n. 1493)
- 13 novembre - Pedro de la Gasca, vescovo cattolico, diplomatico e generale spagnolo (n. 1493)

## Dicembre(1)
- 25 dicembre - Sebastijan Krelj, scrittore, linguista e teologo sloveno (n. 1538)

## Senza giorno specificato(31)
- Akagawa Motoyasu, militare giapponese
- Jacquet de Berchem, compositore fiammingo
- Antonio Blado, tipografo italiano (n. 1490)
- Domenico Brusasorzi, pittore italiano (n. 1516)
- Guido de Brês, teologo belga (n. 1522)
- John Byron, politico e nobile britannico (n. 1488)
- Costanza Rangoni, nobildonna italiana (n. 1495)
- Ghiselin Danckerts, compositore e teorico della musica olandese
- Robert Duval, alchimista francese (n. 1510)
- Germano di Kazan' e Svijažsk, religioso e santo russo (n. 1490)
- Gioacchino di Alessandria, arcivescovo ortodosso egiziano (n. 1448)
- Jan Sanders van Hemessen, pittore fiammingo
- Antoine Héroët, vescovo cattolico e scrittore francese (n. 1492)
- Kunz Lochner, tedesco (n. 1510)
- Pedro de Medina, cosmografo e cartografo spagnolo (n. 1493)
- Francesco Melzi, pittore italiano (n. 1491)
- Pietro Negroni, pittore italiano (n. 1505)
- Zofia Oleśnicka, poetessa e nobildonna polacca
- Gómez Pereira, filosofo e medico spagnolo (n. 1500)
- Giantommaso Pico della Mirandola, nobile e militare italiano (n. 1492)
- Juan Pérez de Pineda, scrittore spagnolo
- Alonso de Reinoso, spagnolo (n. 1518)
- Sebastiano Aragonese, pittore e antiquario italiano (n. 1510)
- Jakob Seisenegger, pittore austriaco (n. 1505)
- Shahghali, nobile (n. 1505)
- Michael Stifel, matematico tedesco (n. 1487)
- Anna Trastámara d'Aragona, nobile spagnola
- Bartholomäus Westheimer, teologo tedesco (n. 1499)
- Yan Song, funzionario cinese (n. 1480)
- Meliaduse II d'Este, vescovo cattolico italiano
- Bernardo I del Congo, re